# Liverpool Football Club 1995-1996
Questa voce raccoglie le informazioni riguardanti il Liverpool Football Club nelle competizioni ufficiali della stagione 1995-1996.

## Maglie e sponsor
Lo sponsor tecnico per la stagione 1995-1996 è Adidas, mentre lo sponsor ufficiale è Carlsberg.
| Manica sinistra · Manica sinistra · Maglietta · Maglietta · Manica destra · Manica destra · Pantaloncini · Pantaloncini · Calzettoni · Calzettoni | Manica sinistra · Manica sinistra · Maglietta · Maglietta · Manica destra · Manica destra · Pantaloncini · Pantaloncini · Calzettoni · Calzettoni | Manica sinistra · Manica sinistra · Maglietta · Maglietta · Manica destra · Manica destra · Pantaloncini · Pantaloncini · Calzettoni · Calzettoni |  |

## Organigramma societario
Area direttiva
- Presidente: David Moores

Area tecnica
- Allenatore: Roy Evans
- Allenatore in seconda: Ronnie Moran, Sammy Lee, Doug Livermore
- Preparatore dei portieri: Joe Corrigan

Area sanitaria
- Medico sociale: Mark Leather

## Rosa
La rosa e la numerazione sono aggiornate al 5 maggio 1996.
| N. |                        | Ruolo | Calciatore          |
| -- | ---------------------- | ----- | ------------------- |
| 1  | Inghilterra (bandiera) | P     | David James         |
| 2  | Inghilterra (bandiera) | D     | Rob Jones           |
| 4  | Irlanda (bandiera)     | D     | Jason McAteer       |
| 5  | Inghilterra (bandiera) | D     | Mark Wright         |
| 6  | Irlanda (bandiera)     | D     | Phil Babb           |
| 7  | Inghilterra (bandiera) | A     | Nigel Clough        |
| 8  | Inghilterra (bandiera) | A     | Stan Collymore      |
| 9  | Galles (bandiera)      | A     | Ian Rush            |
| 10 | Inghilterra (bandiera) | C     | John Charles Barnes |
| 11 | Inghilterra (bandiera) | C     | Mark Walters        |
| 12 | Inghilterra (bandiera) | D     | John Scales         |
| 13 | Danimarca (bandiera)   | P     | Michael Stensgaard  |
| 14 | Danimarca (bandiera)   | C     | Jan Mølby           |

| N. |                        | Ruolo | Calciatore          |
| -- | ---------------------- | ----- | ------------------- |
| 15 | Inghilterra (bandiera) | C     | Jamie Redknapp      |
| 16 | Inghilterra (bandiera) | C     | Michael Thomas      |
| 17 | Inghilterra (bandiera) | C     | Steve McManaman     |
| 18 | Inghilterra (bandiera) | C     | Phil Charnock       |
| 19 | Irlanda (bandiera)     | C     | Mark Kennedy        |
| 20 | Norvegia (bandiera)    | D     | Stig Inge Bjørnebye |
| 21 | Inghilterra (bandiera) | D     | Dominic Matteo      |
| 22 | Inghilterra (bandiera) | D     | Steve Harkness      |
| 23 | Inghilterra (bandiera) | A     | Robbie Fowler       |
| 24 | Galles (bandiera)      | A     | Lee Jones           |
| 25 | Inghilterra (bandiera) | D     | Neil Ruddock        |
| 26 | Inghilterra (bandiera) | P     | Tony Warner         |
| 27 | Inghilterra (bandiera) | P     | Stephen Pears       |

## Risultati

### FA Premier League
| Arbitro: | Durkin (Portland) |

|               |           |  |
| Collymore 61’ | Marcatori |  |

| Arbitro: | Elleray (Harrow on the Hill) |

|            |           |  |
| Yeboah 51’ | Marcatori |  |

| Arbitro: | Cooper (Pontypridd) |

|                |           |                           |
| Calderwood 88’ | Marcatori | 8’, 43’ Barnes 55’ Fowler |

| Arbitro: | Dunn (Bristol) |

|             |           |  |
| Ruddock 29’ | Marcatori |  |

| Arbitro: | Burge (Tonypandy) |

|             |           |  |
| Harford 30’ | Marcatori |  |

| Arbitro: | Willard (Worthing) |

|                                       |           |  |
| Redknapp 12’ Fowler 22’ Collymore 29’ | Marcatori |  |

| Arbitro: | Bodenham (Looe) |

|                                        |           |                               |
| Fowler 11’, 30’, 46’, 67’ Harkness 83’ | Marcatori | 77’ Todd 81’ (rig.) Patterson |

| Arbitro: | Elleray (Harrow on the Hill) |

|                            |           |                 |
| Butt 2’ Cantona 71’ (rig.) | Marcatori | 33’, 52’ Fowler |

| Liverpool 14 ottobre 1995, ore BST 9ª giornata | Liverpool | 0 – 0 referto | Coventry City | Anfield (39.079 spett.)\| Arbitro: \| Danson \| |
| Arbitro:                                       | Danson    |               |               |                                                 |

| Arbitro: | Gallagher |

|           |           |                                 |
| Watson 2’ | Marcatori | 21’, 54’ McManaman 73’ Redknapp |

| Arbitro: | Wilkie |

|                                                      |           |  |
| Rush 3’, 64’ Redknapp 5’ Fowler 47’, 60’ Ruddock 53’ | Marcatori |  |

| Arbitro: | Reed (Birmingham) |

|                         |           |          |
| Ferdinand 2’ Watson 89’ | Marcatori | 10’ Rush |

| Arbitro: | Ashby |

|            |           |                      |
| Fowler 89’ | Marcatori | 53’, 69’ Kanchelskis |

| Londra 22 novembre 1995, ore BST 14ª giornata | West Ham Utd | 0 – 0 referto | Liverpool | Boleyn Ground (24.324 spett.)\| Arbitro: \| Winter \| |
| Arbitro:                                      | Winter       |               |           |                                                       |

| Arbitro: | Gallagher |

|                   |           |             |
| Cox 2’ Barmby 64’ | Marcatori | 63’ Ruddock |

| Arbitro: | Hart |

|               |           |                |
| Collymore 67’ | Marcatori | 60’ Shipperley |

| Arbitro: | Bodenham (Looe) |

|  |           |               |
|  | Marcatori | 61’ Collymore |

| Arbitro: | Poll (Tring) |

|                 |           |  |
| Fowler 45’, 86’ | Marcatori |  |

| Arbitro: | Cooper (Pontypridd) |

|                      |           |           |
| Fowler 40’, 59’, 78’ | Marcatori | 7’ Wright |

| Arbitro: | Dilkes |

|  |           |                          |
|  | Marcatori | 61’ Collymore 65’ Fowler |

| Arbitro: | Burge (Tonypandy) |

|                 |           |                    |
| Spencer 9’, 45’ | Marcatori | 33’, 76’ McManaman |

| Arbitro: | Alcock |

|                                          |           |                    |
| Fowler 21’, 31’ Collymore 62’ Cooper 86’ | Marcatori | 13’ Stone 18’ Woan |

| Arbitro: | Elleray (Harrow on the Hill) |

|              |           |          |
| Kovacevic 7’ | Marcatori | 87’ Rush |

| Arbitro: | Durkin (Portland) |

|                                                |           |  |
| Ruddock 27’, 90’ Fowler 62’, 68’ Collymore 89’ | Marcatori |  |

| Liverpool 3 febbraio 1996, ore BST 25ª giornata | Liverpool | 0 – 0 referto | Tottenham | Anfield (40.628 spett.)\| Arbitro: \| Lodge \| |
| Arbitro:                                        | Lodge     |               |           |                                                |

| Arbitro: | Gallagher |

|            |           |                       |
| Dichio 66’ | Marcatori | 15’ Wright 39’ Fowler |

| Arbitro: | Willard (Worthing) |

|                             |           |                          |
| McManaman 35’ Collymore 68’ | Marcatori | 54’ Ekoku 60’ Holdsworth |

| Arbitro: | Wilkie |

|                         |           |                               |
| Wilcox 25’ Sherwood 83’ | Marcatori | 10’, 21’ Collymore 70’ Thomas |

| Arbitro: | Cooper (Pontypridd) |

|                            |           |  |
| McManaman 2’ Fowler 5’, 8’ | Marcatori |  |

| Londra 1º maggio 1996, ore 19:45 BST 30ª giornata | Arsenal           | 0 – 0 referto | Liverpool | Highbury Stadium (38.323 spett.)\| Arbitro: \| Ashby[9] (Worcester) \| |
| Arbitro:                                          | Ashby (Worcester) |               |           |                                                                        |

| Arbitro: | Dunn (Bristol) |

|                       |           |  |
| Wright 53’ Fowler 62’ | Marcatori |  |

| Arbitro: | Danson |

|           |           |  |
| Stone 42’ | Marcatori |  |

| Arbitro: | Reed (Birmingham) |

|                                   |           |                                       |
| Fowler 2’, 55’ Collymore 68’, 90’ | Marcatori | 10’ Ferdinand 14’ Ginola 57’ Asprilla |

| Arbitro: | Jones |

|            |           |  |
| Whelan 18’ | Marcatori |  |

| Arbitro: | Alcock |

|                          |           |  |
| Collymore 22’ Barnes 38’ | Marcatori |  |

| Arbitro: | Elleray (Harrow on the Hill) |

|                 |           |            |
| Kanchelskis 18’ | Marcatori | 87’ Fowler |

| Arbitro: | Dilkes |

|               |           |  |
| Collymore 70’ | Marcatori |  |

| Arbitro: | Lodge |

|                              |           |                          |
| Rösler 71’ (rig.) Symons 78’ | Marcatori | 6’ (aut.) Lomas 41’ Rush |

### Coppa UEFA
| Arbitro: | Harrel |

|             |           |                            |
| Qosimov 20’ | Marcatori | 33’ McManaman 52’ Redknapp |

| Liverpool 26 settembre 1995, ore 21:00 CET Trentaduesimi di finale - Ritorno | Liverpool | 0 – 0 referto | Spartak-Alanija Vladikavkaz | Anfield (35.042 spett.)\| Arbitro: \| Ulrich \| |
| Arbitro:                                                                     | Ulrich    |               |                             |                                                 |

| Brøndby 17 ottobre 1995, ore 20:05 CET Sedicesimi di finale - Andata | Brøndby   | 0 – 0 referto | Liverpool | Brøndby Stadion (37.648 spett.)\| Arbitro: \| Uilenberg \| |
| Arbitro:                                                             | Uilenberg |               |           |                                                            |

| Arbitro: | Ihring |

|  |           |           |
|  | Marcatori | 78’ Eggen |

### FA Cup
| Arbitro: | Gallagher (Banbury) |

|             |           |  |
| Cantona 85’ | Marcatori |  |

### Football League Cup
| Liverpool 29 novembre 1995 Quarto turno      | Liverpool | 0 – 1 referto | Newcastle Utd | Anfield (40.077 spett.) |
| \| \| \| \| \| \| Marcatori \| 77’ Watson \| |           |               |               |                         |
|                                              |           |               |               |                         |
|                                              | Marcatori | 77’ Watson    |               |                         |